# Meso-Amerika

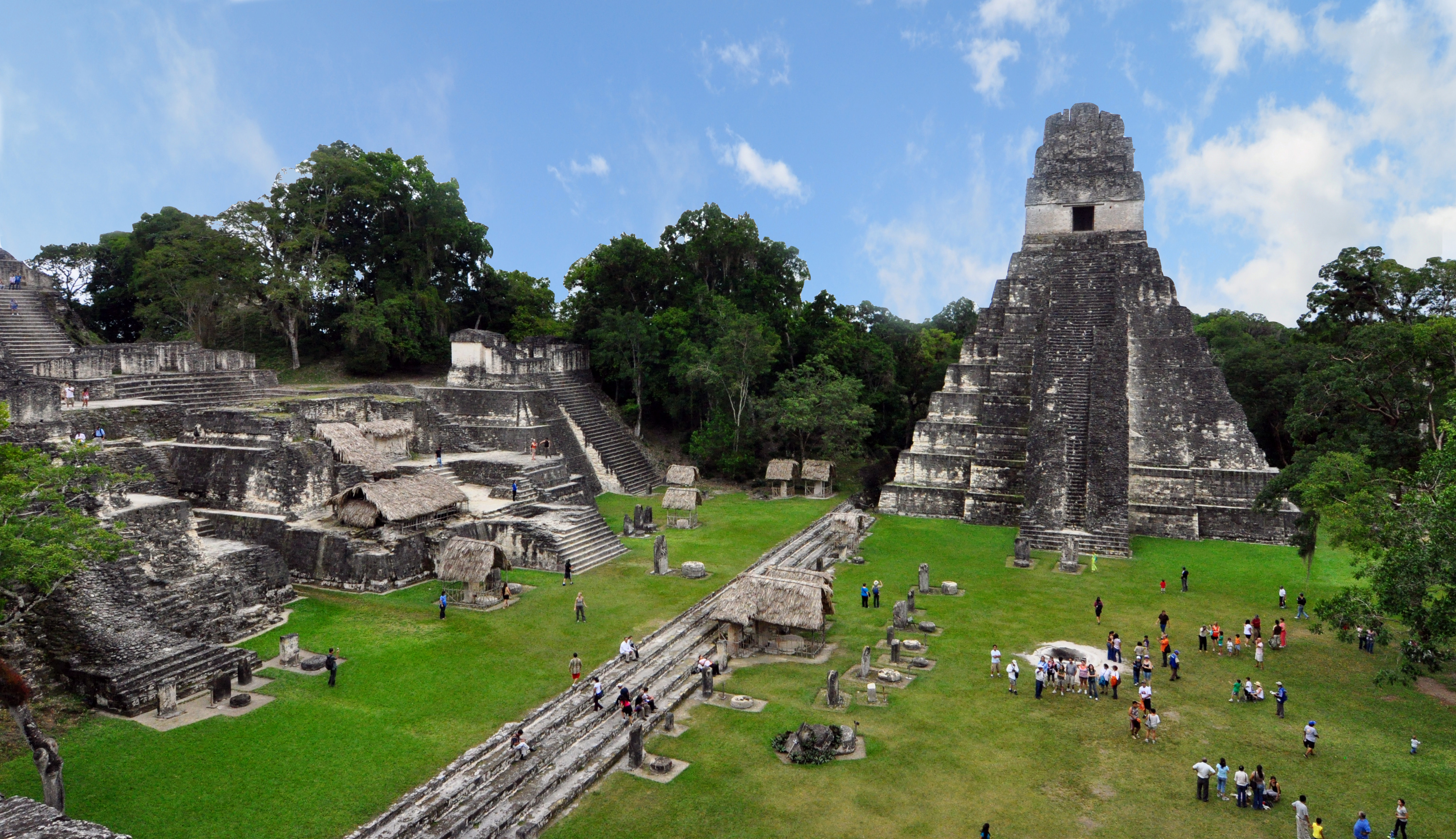
Tikal was een van de grootste steden van de Maya's ten tijde van de Klassieke Periode

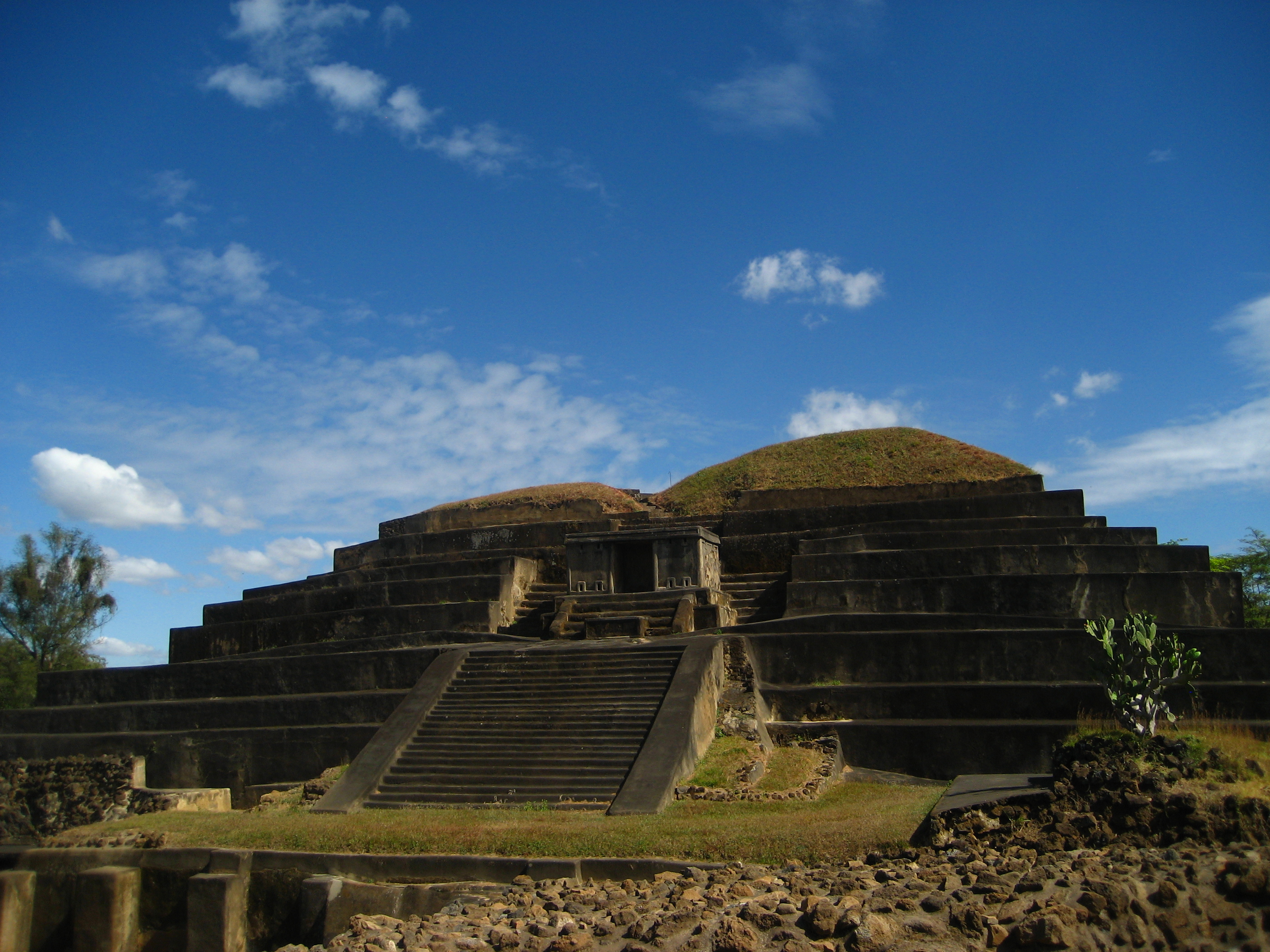
De archeologische opgraving Tazumal in Chalchuapa, El Salvador

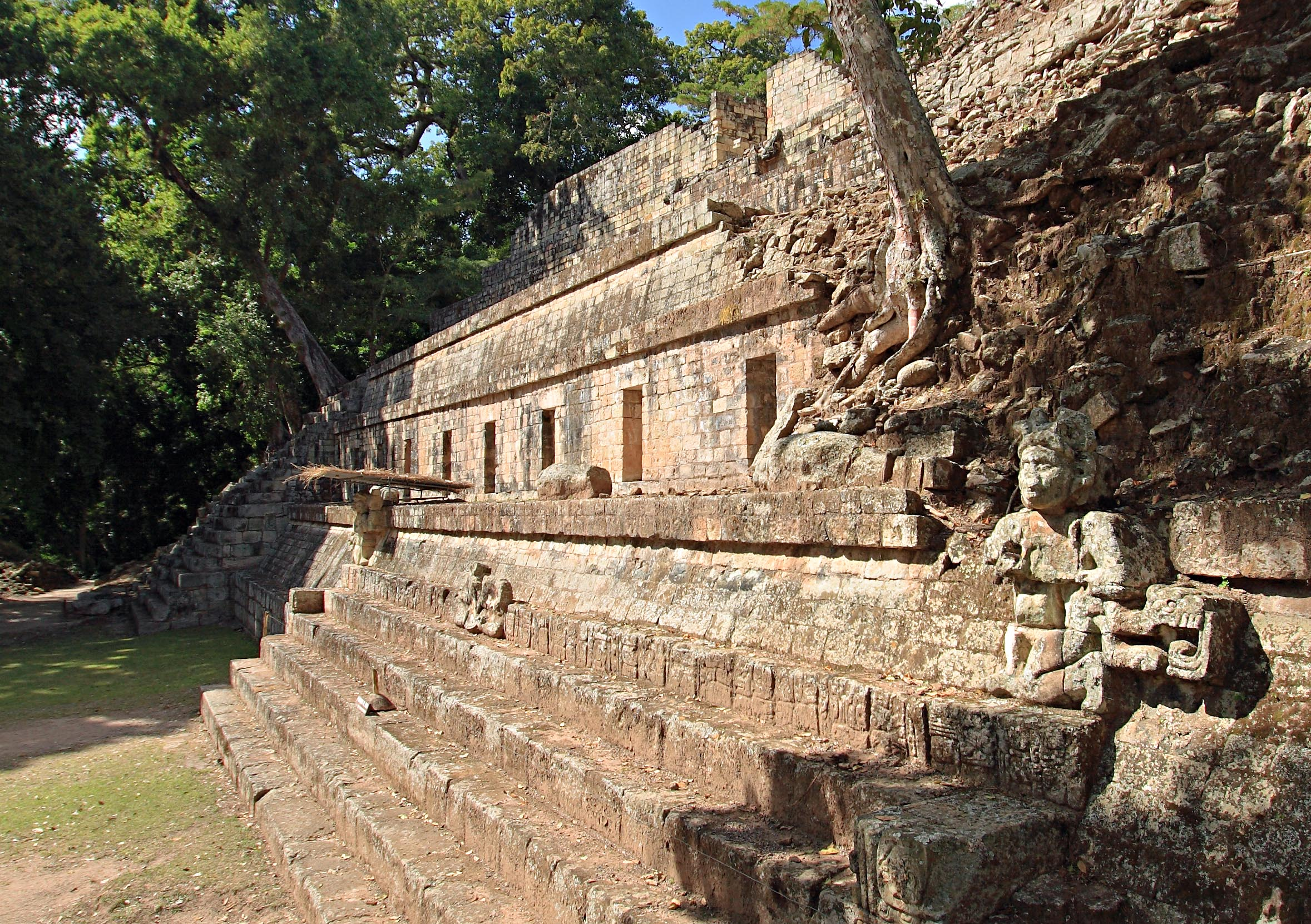
Copán is een archeologische opgraving in het westen van Honduras, niet ver van de grens van Guatemala

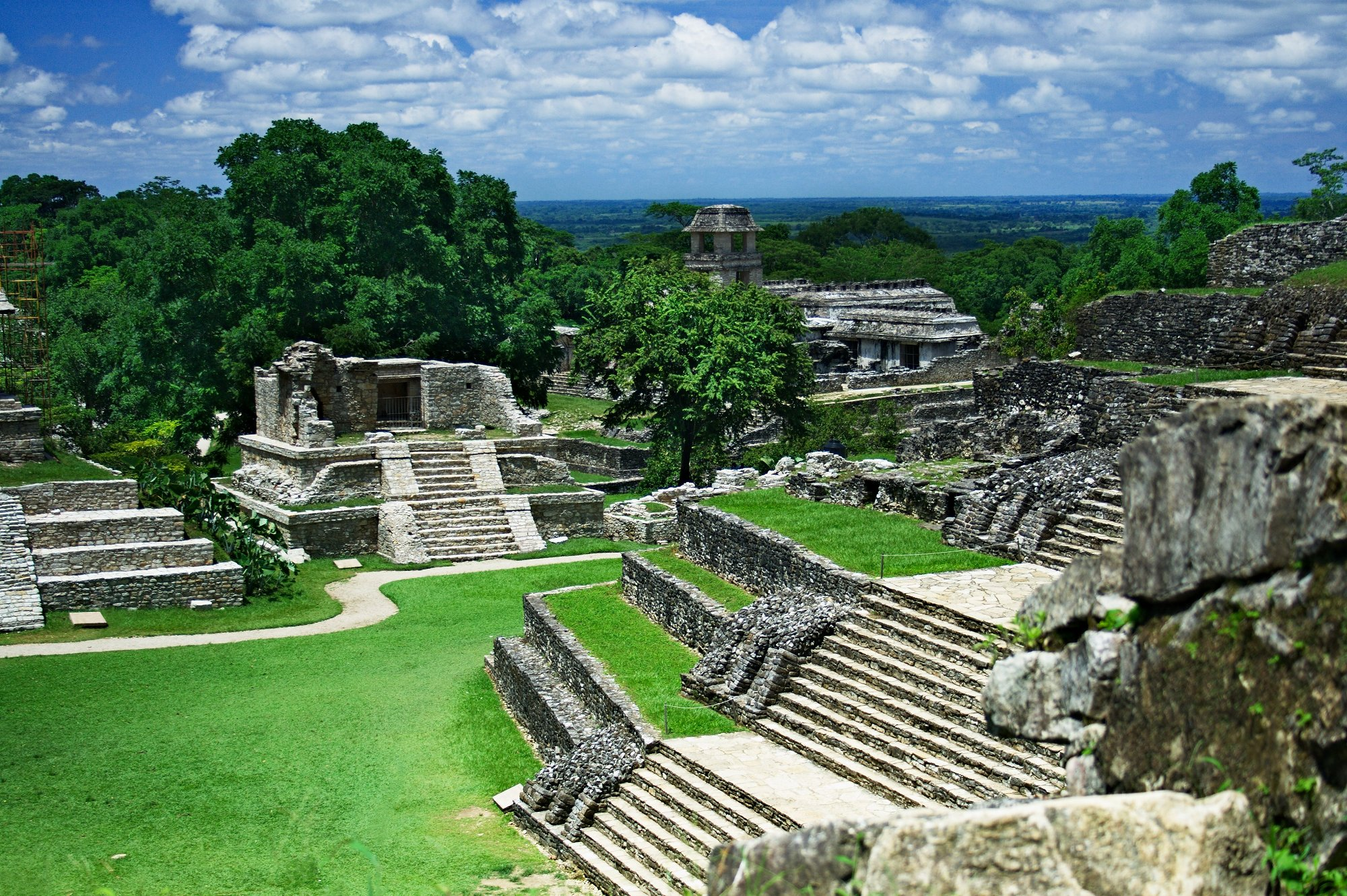
Uitzicht op de klassieke Mayastad Palenque

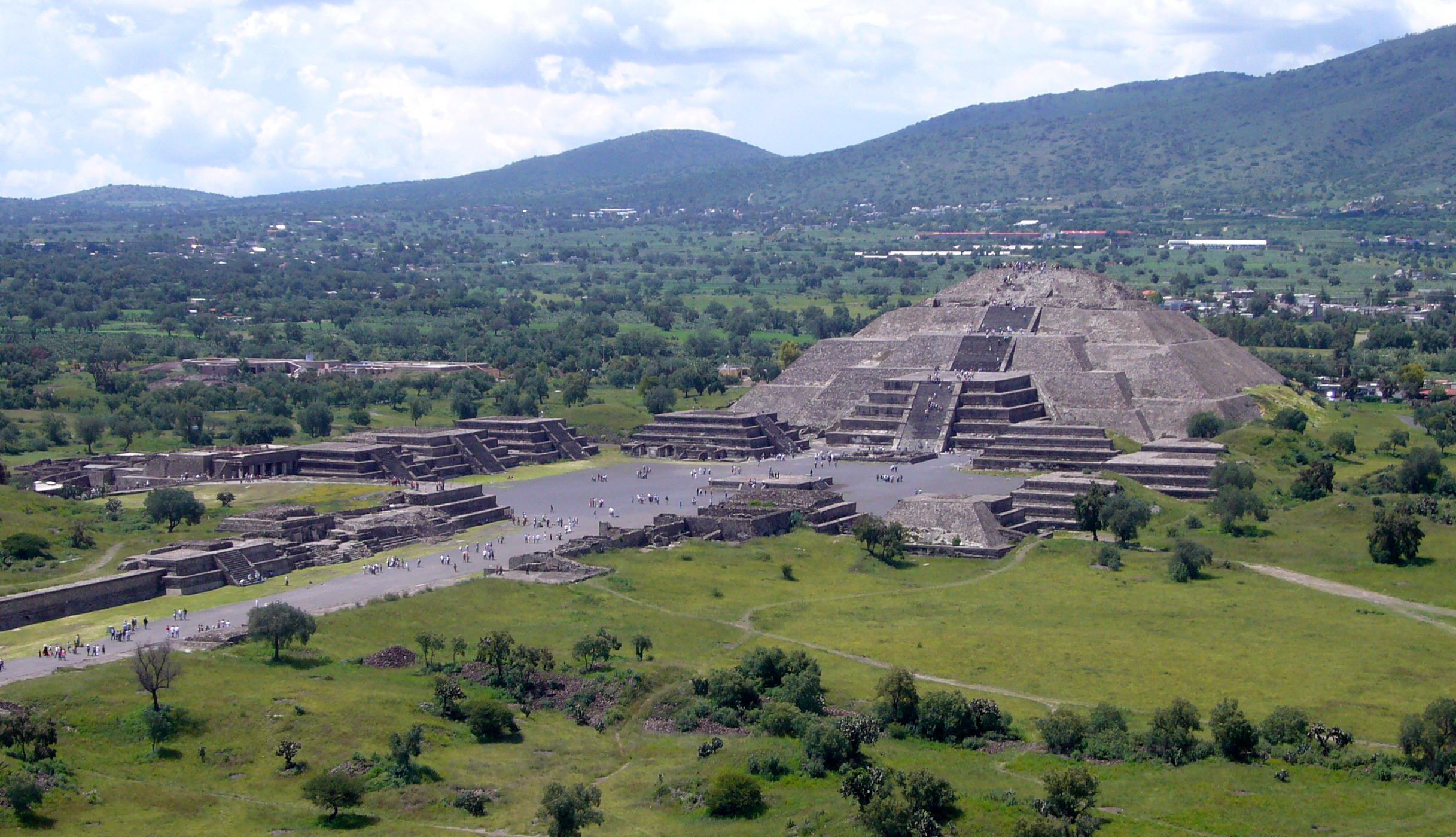
Uitzicht op de Meso-Amerikaanse stad Teotihuacán

Meso-Amerika is een cultureel-historisch gebied dat zich uitstrekt van Centraal-Mexico tot Nicaragua. Talrijke hoogstaande indiaanse culturen zijn hier ontstaan, waaronder die van de Azteken, Maya's, Tolteken en Zapoteken. Meso-Amerika is dus niet hetzelfde als Midden-Amerika, al maakt het er wel deel van uit. De naam Meso-Amerika werd voor het eerst gebruikt door de Duitse antropoloog Paul Kirchhoff.

## Geografie
De noordelijke grens van Meso-Amerika lag ongeveer op de Kreeftskeerkring, met een uitstulping naar het zuiden in de woestijnen van Centraal-Mexico. Het gebied ten noorden van deze grens wordt in het Spaans aridoamérica (Droog-Amerika) genoemd, de volken die hier leefden waren voornamelijk nomaden. Dat betekende overigens niet dat er geen contact was tussen Meso-Amerika en Arido-Amerika. In het zuidwesten van de Verenigde Staten zijn verschillende artefacten ontdekt die wijzen op contacten met Meso-Amerika, en ook het Meso-Amerikaans balspel werd er beoefend. Verder bestaan er taalkundige verbanden tussen Arido-Amerika en Meso-Amerika. Van tijd tot tijd werd Meso-Amerika dan ook binnengevallen door 'barbaren' uit het noorden. Een aantal Meso-Amerikaanse volkeren, waaronder de Azteken, kennen verhalen van een trek uit het noorden in hun stichtingsmythen.
De zuidelijke grens loopt door Centraal-Amerika, en ligt evenmin als de noordelijke, niet duidelijk vast. Het zuidelijkste volk dat doorgaans tot de Meso-Amerikaanse indianen wordt gerekend zijn de Nicarao uit Nicaragua.
Meso-Amerika zelf wordt doorgaans ingedeeld in een aantal subregio's: de Golfkust, het Dal van Mexico, het noordwesten, Oaxaca, de hooglanden van Guatemala en Chiapas en Yucatán. De geografie en het landschap van deze gebieden zijn verschillend. Yucatán is bijzonder vlak, terwijl Oaxaca juist weer erg bergachtig is. De Golfkust is erg vochtig, terwijl het noordwesten juist weer erg droog is, etc. Deze verschillen hadden uiteraard hun weerslag op de ontwikkeling van de verschillende beschavingen.

## Kenmerken van Meso-Amerikaanse volkeren
De Meso-Amerikaanse volken hadden een aantal fundamentele overeenkomsten. Zo aten ze grotendeels hetzelfde voedsel: maïs, en in mindere mate pompoenen, pepers en kalkoen. Maïs was zo belangrijk voor de gemiddelde Meso-Amerikaan dat het haast een religieuze betekenis had. Zelfs oorlogen werden onderbroken wanneer het oogsttijd was. Er bestonden in sommige samenlevingen dan ook zware straffen op het vernielen van maïsvelden.

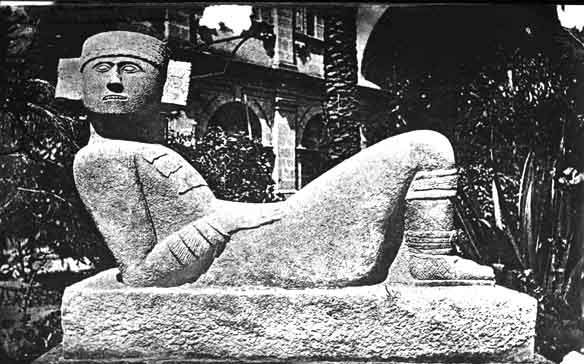
Een chac mool, waarin harten van geofferde mensen aan de goden werden aangeboden

Een andere in het oog springende overeenkomst is de religie. De Azteekse god Quetzalcoatl bijvoorbeeld, heeft veel overeenkomsten met Kukulcan bij de Yucateken en Gukumatz bij de K'iche'. Eveneens vereerden ze dezelfde dieren: slangen, jaguars en adelaars. Bijna alle beschavingen offerden mensen aan hun goden, hoewel niet elk volk dat in dezelfde mate deed. De Azteken waren qua mensenoffers met enige afstand het actiefst, en men zou dan wel kunnen stellen dat de Azteken de Meso-Amerikaanse beschavingen daarmee een 'slechte naam' hebben gegeven. De Meso-Amerikanen geloofden dat de goden zichzelf hadden geofferd om de wereld te scheppen, en daarom was het niet meer dan rechtvaardig als de mensen hetzelfde zouden doen. Ook beoefenden bijna alle Meso-Amerikaanse volkeren het zojuist al genoemde Meso-Amerikaans balspel.
De Meso-Amerikaanse volkeren besteedden veel aandacht aan astronomie, astrologie en wiskunde. Zo kenden zij het getal nul eerder dan enig andere beschaving. Hun kalender was preciezer dan de Europese kalender van dat moment. Ze waren in staat zons- en maansverduisteringen te voorspellen. De Mayakalender wordt vaak voorgesteld als in elkaar draaiende tandwielen, en niet ten onrechte. Zij beschouwden de geschiedenis namelijk graag cyclisch. Volgens de Meso-Amerikanen was de wereldgeschiedenis verdeeld in verschillende tijdperken. Wij leven momenteel in de vierde (volgens sommige volken in de vijfde).

## Chronologie
De geschiedenis van Meso-Amerika wordt opgedeeld in de lithische periode, archaïsche periode, pre-klassieke of formatieve periode, klassieke en postklassieke periodes.

### Lithische periode
Mexico werd ten minste 14.000 jaar geleden voor het eerst bevolkt door jagers-verzamelaars, en mogelijk al veel eerder. Over hoe het Amerikaanse continent bevolkt is geraakt bestaan meerdere theorieën. De theorie dat zij via de bevroren Beringstraat zijn overgestoken geniet het meeste aanhang.

### Archaïsche periode
De archaïsche periode duurde tot ongeveer 2000 v.Chr..
De oudste sporen van landbouw zijn aangetroffen in het Dal van Tehuacán, en dateren uit 9000 BP, waardoor het een van de vijf ontstaansgebieden van landbouw is. De belangrijkste landbouwproducten waren maïs, pompoenen en pepers. Ook werd de kalkoen gedomesticeerd.

### Formatieve periode
De pre-klassieke of formatieve periode van Meso-Amerika duurde van ongeveer 2000 v.Chr. tot 300 n.Chr. In deze periode kwamen de eerste beschavingen op. De pre-klassieke periode wordt vaak nog opgedeeld in vroeg pre-klassiek (2000-900 v. Chr), midden pre-klassiek (900-300 v. Chr) en laat pre-klassiek (300 v.Chr.-300 n.Chr.)

### Klassieke periode
De klassieke periode van Meso-Amerika duurde van 300 tot 900 AD. Culturen kwamen tot bloei, en de Meso-Amerikaanse steden behoorden tot de grootste ter wereld. De klassieke periode wordt vaak nog onderverdeeld in vroeg-klassiek (300-600) en laat-klassiek (600-900).

### Postklassieke periode
De postklassieke periode van Meso-Amerika duurde van 900 tot de Spaanse verovering in de 16e eeuw. Dit was de tijd waarin de Azteken leefden. De postklassieke periode wordt doorgaan onderverdeeld in vroeg post-klassiek (900-1200) en laat post-klassiek (1200-1519).
Het zuidelijke deel van Meso-Amerika (El Salvador, zuid/centraal Honduras, zuid Nicaragua en Noordwest-Costa Rica) werd in deze periode echt deel van het gebied. Dit door de migratie van volkeren uit Mexico zoals de aan de Azteken verwant zijnde Nicarao (migratie rond 1350).

### Spaanse Verovering en daarna

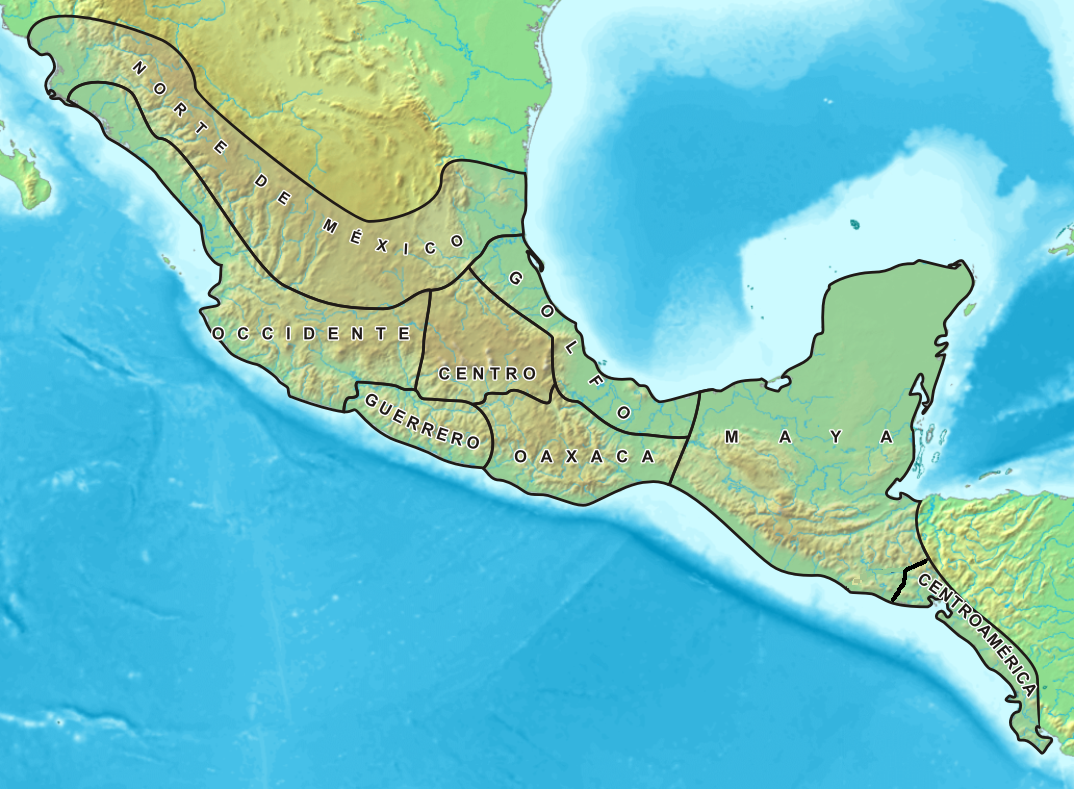
Gebieden in Meso-Amerika

De eerste Spanjaarden bereikten Meso-Amerika in 1511. Tussen 1519 en 1521 onderwierp Hernán Cortés de Azteken. Ook de rest van Meso-Amerika werd in rap tempo veroverd, al zou het nog decennia duren voordat de indianen in de bergen van Oaxaca of de wouden van Yucatán definitief waren onderworpen. De laatste Mayastad, Tayasal, viel pas in 1697.
Niet alleen werd de stedelijke Meso-Amerikaanse beschaving door de Europeanen vrijwel geheel vernietigd, maar er kwamen ook nog eens tientallen miljoenen indianen om het leven door ziektes (o.a. de pokken) waartegen ze niet resistent waren. In de 16e eeuw kampte Meso-Amerika met een bevolkingsdaling van tegen de 90%; een van de grootste demografische catastrofes uit de wereldgeschiedenis. Naast de ruïnesteden en archeologische vondsten is de meeste kennis van de oude beschavingen van Meso-Amerika ons overgeleverd door Spaanse missionarissen als Peter van Gent, Bernardino de Sahagún, Bartolomé de las Casas en Diego de Landa. Deze geestelijken speelden vaak een dubbelrol. Aan de ene kant toonden ze interesse voor de indiaanse culturen, en legden hun gebruiken vast, maar aan de andere kant konden ze weinig respect opbrengen voor de indianen die 'duivels' vereerden. Er is dan ook tegelijkertijd veel kennis vernietigd (met name De Landa is wat dat betreft berucht).
Tijdens de koloniale periode hadden de meeste indianen die de epidemieën overleefd hadden een armoedige levensstandaard (hoewel de caciques het doorgaans beter hadden, de Spanjaarden lieten hen doorgaans hun functie behouden). Over hoe het precies zit bestaat discussie: aan de ene kant is er de zwarte legende die zegt dat het een en al ellende was, en aan de andere kant is er de witte legende, die zegt dat het op een aantal punten best wel meeviel. Hoe dan ook, de onafhankelijkheid bracht weinig verandering in het lot van de indianen. De elite van Europese Spanjaarden werd vervangen door creoolse Spanjaarden, maar indianen bleven onderaan de maatschappelijke ladder staan. Terwijl westerse archeologen zich op de ruïnes van de oorspronkelijke inheemse bevolking stortten, begonnen hun nakomelingen zich zeer geleidelijk te emanciperen. De Mexicaanse Revolutie gaf hier een impuls aan. Onder anderen Felipe Carrillo Puerto deed veel voor de emancipatie van de indianen, maar de ondergeschikte positie bleef lang in stand. In Guatemala werden de Maya in de tweede helft van de twintigste eeuw zelfs nog slachtoffer van een genocide door het militaire bewind van de herboren "christen" Efraín Ríos Montt. Hoewel de indianen nu in alle landen dezelfde wettelijke rechten en bescherming hebben als blanken en mestiezen blijft er in de praktijk nog veel ongelijkheid bestaan.

## Meso-Amerikaanse talen
Binnen de taalkunde spreekt men weleens van Meso-Amerikaanse talen. Dit is niet één taalfamilie met talen die onderling verwant zijn, maar een Sprachbund. Meso-Amerikaanse talen komen uit verschillende taalfamilies (Uto-Azteeks, Maya, Mixe-Zoque) die voor zover bekend niet verwant zijn, maar wel door langdurig onderling contact bepaalde eigenschappen van elkaar hebben overgenomen.

## Pseudowetenschappelijke theorieën

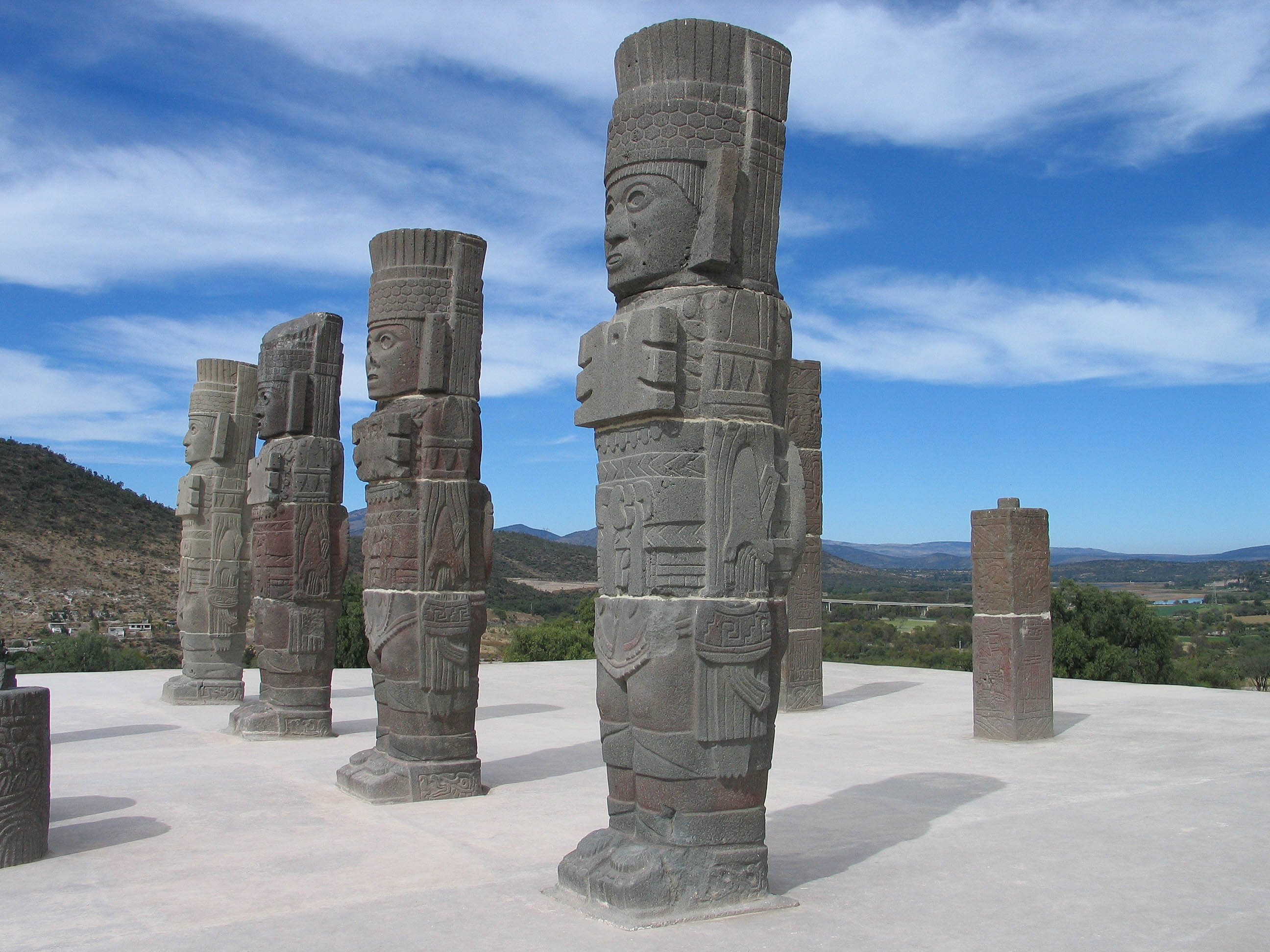
Tolteekse krijgers volgens de een, buitenaards wapentuig volgens de ander

De tempels en paleizen hebben niet alleen serieuze wetenschappers aangetrokken, ook minder serieuze fantasten hebben er theorieën over ontwikkeld. Hieronder een paar voorbeelden.
- De eerste wetenschappers die Meso-Amerikaanse ruïnes ontdekten konden niet geloven dat 'wilden' tot zulke dingen in staat waren. Zij meenden dan ook dat de Meso-Amerikaanse bouwwerken waren opgericht door volkeren die afstamden van 'beschaafde' westerlingen. Een populaire theorie is dat het Atlantiërs waren. Volgens een andere populaire theorie waren het de verloren stammen van Israël.
- Volgens de Azteekse geschiedschrijver Ixtlilxochitl, die de oude geschriften van de Azteken bestudeerde, kenden de Azteken een legende dat zij van de Tolteken afstamden en dat er voor de Tolteken een ‘eerste wereld’ geweest is, die 1716 jaar geduurd heeft. Die zou verdelgd zijn door enorme regens die het land zonder uitzondering bedekten met water. Zij vertelden er nog andere fabels bij, over hoe de mens zich vermenigvuldigde nadat enkelen deze ramp overleefden door in een ‘toptlipetlocali’ (afgesloten kist) te ontsnappen. Verder wordt er in de legende verhaald hoe de afstammelingen van deze mensen een zeer hoge ‘zacuali’ (toren) bouwden om erin te schuilen voor het geval ook de tweede wereld vernietigd zou worden. Op dat moment werden hun talen verward, en omdat ze elkaar niet konden verstaan trokken zij naar verschillende plaatsen op aarde. Volgens sommige geleerden zou dit verhaal dezelfde grondslag hebben als de overal op aarde voorkomende zondvloedverhalen en de torenbouw van Babel, die de Bijbel ook vlak na de zondvloed plaatst.
- De Azteekse godheid Quetzalcoatl, een blanke man met een baard, was volgens sommigen dezelfde persoon als de Ierse reiziger Sint-Brandaan, die volgens legenden de Atlantische Oceaan was overgestoken.
- Sommigen gebruiken taalkundige overeenkomsten als bewijs voor vermeende contacten. Overeenkomsten waar ze op wijzen zijn o.a. de Latijnse en Nahuatl woorden voor vlinder, respectievelijk papilio en papalotl, de Oudgriekse en Nahuatl woorden voor god, resp. theos en teotl, en de Hebreeuwse en Maya-woorden voor priester, resp. bileam en balaam.[1]
- In moderner tijden wordt er nog steeds verband gezocht tussen Meso-Amerika en volken van buiten het Amerikaanse continent. De Chinezen zijn een volk dat in dit verband het vaakst wordt genoemd. Hoewel er wel enige aanwijzingen zijn voor contact met China, en er ook serieuze wetenschappers zijn die zich hiermee bezighouden, is contact met China nog verre van bewezen.
- De Zwitser Erich von Däniken geloofde dat de Meso-Amerikaanse beschavingen contact hadden met buitenaardse wezens. Hij heeft onder andere luchtslangen en straalpistolen op afbeeldingen en beelden weten te ontdekken.
- Veel mormonen geloven dat de Mexicaanse deelstaat Chiapas Zarahemla is, uit het boek van Mormon. Zarahemla werd uiteindelijk vernield door de Lamanieten, indianen volgens de mormonen. Ook zouden ze Jezus, die naar Amerika was gekomen, gedood hebben. De indianen zouden als straf van God een donkere huidskleur hebben gekregen. Dat mormonen niet erg populair zijn onder Mexicaanse Amerikanen behoeft geen betoog.